# Marinella Falca
Marinella Falca (Terlizzi, 1º maggio 1986) è una ginnasta italiana.

## Biografia
Ha iniziato a fare ginnastica a nove anni. Nel 2001 è entrata nel giro della nazionale azzurra, esordendo nello stesso anno ai Campionati Europei.
Insieme alle compagne Elisa Blanchi, Fabrizia D'Ottavio, Daniela Masseroni, Elisa Santoni, Laura Vernizzi, Anželika Savrajuk è stata allenata da Emanuela Maccarani.
Ha vinto la medaglia d'argento nel concorso a squadre alle Olimpiadi di Atene nel 2004, oltre al bronzo ai Mondiali di Budapest nel 2003 che le ha permesso la qualificazione olimpica.
Nel 2005 vince la medaglia d'oro a squadre nella specialità 3 cerchi/4 clavette ai Campionati Mondiali di ginnastica ritmica di Baku (Azerbaigian), oltre a due medaglie d'argento rispettivamente nel concorso generale e nella specialità 5 nastri.
Nel 2006 partecipa ai Campionati Europei di Mosca vincendo due medaglie d'argento, nel concorso generale e nella specialità 3 cerchi/4 clavette, e una di bronzo nella specialità 5 nastri. Nello stesso anno, nella finale di Coppa del Mondo di Mie (Giappone), vince il bronzo. Nel 2007 ai Campionati Mondiali di Patrasso (Grecia) conquista tre medaglie d'argento e la qualificazione olimpica.
Nel 2008, ai Campionati Europei di Torino, ottiene il titolo di Campionessa Europea vincendo l'oro nella specialità 5 funi conquistando altre due medaglie, d'argento nel 3+2 e di bronzo nel concorso generale.
Fa parte dell'Aeronautica Militare con sede a Vigna di Valle.
Nel 2008, dopo le Olimpiadi di Pechino, dove si è classificata 4ª, ha annunciato, insieme alla compagna di squadra Fabrizia D'Ottavio, il suo ritiro dall'attività della Nazionale.
Nel 2009 diventa Assistente Tecnica dell'allenatrice Emanuela Maccarani, entrando così a far parte dello staff tecnico della Nazionale.
Nel 2012 diventa allenatrice delle ginnaste dell'Aeronautica Militare, assieme a Francesca Pasinetti, con il titolo di Aviere Capo. Le ginnaste da lei preparate sono le sue compagne: Aviere Capo Elisa Santoni, Capitano della Squadra, Aviere Capo Elisa Blanchi, Aviere Capo Anželika Savrajuk ed il Primo Aviere Romina Laurito.